# Adán y Eva (programa de televisión de España)
Adán y Eva fue un programa de televisión de citas emitido por la cadena de televisión de España Cuatro entre el 24 de octubre de 2014 y el 9 de diciembre de 2015, producido por Eyeworks Cuatro Cabezas y presentado por la periodista Mónica Martínez.
En el mes de diciembre de 2014, Cuatro renueva la licencia del programa para emitir una segunda temporada, con la característica de ser filmada en una isla de Filipinas.
En agosto de 2015, tras el éxito de la primera temporada se confirmó un nuevo programa de debate presentado por Mónica Martínez en Cuatro llamado Pecadores que se empezó a emitir el 17 de septiembre de 2015 en horario late night.

## Formato
Se trata de un Dating Show, producido por Eyeworks España, adaptación del formato holandés Adán zoekt Eva (Literalmente Adán buscando a Eva), en el cual hombres y mujeres aislados en una zona de playa en Croacia, deben convivir con potenciales parejas, con la peculiaridad de mantenerse íntegramente desnudos todo el tiempo.
Existe también un formato similar estadounidense titulado Dating Naked que se estrenó en VH1 el 17 de julio de 2014.

## Equipo

### Presentadoras
| Mónica Martínez | Presentadora y modelo |  |  |

## Primera Temporada (2014)
Al final del programa el chico o la chica, elige a su Eva o Adán, y estos abandonan juntos la isla como pareja, siempre y cuando el otro acepte empezar dicha historia de amor.
| Estela        | Barcelona      | 22          | Alejandro Doblas | Córdoba   | 24 |  |  |
| Sonia Borobio | Zaragoza       | 21          | Luis Bordoy      | Madrid    | 21 |  |  |
|               |                |             |                  |           |    |  |  |
| Miriam Díaz   | Madrid         | 22          | Iván Piñeiro     | La Coruña | 34 |  |  |
| Miriam Díaz   | Madrid         | 22          | Alex             | Alicante  | 31 |  |  |
|               |                |             |                  |           |    |  |  |
| Maite         | Bilbao         | 36          | Carlos           | Jerez     | 36 |  |  |
| Verónica      | Sevilla        |             | Carlos           | Jerez     | 36 |  |  |
|               |                |             |                  |           |    |  |  |
| Montse        | La Coruña      | 34          | Alejandro        | Valencia  | 37 |  |  |
| Sonia         | Barcelona      | 32          | Alejandro        | Valencia  | 37 |  |  |
|               |                |             |                  |           |    |  |  |
| Sara          | Barcelona      |             | Iván Corma       | Valencia  |    |  |  |
| Daniela       | Madrid         |             | Iván Corma       | Valencia  |    |  |  |
|               |                |             |                  |           |    |  |  |
| Esther Bueno  |                |             | Coman Mitogo     | Guipúzcoa | 30 |  |  |
| Ana           | Málaga         | 32          | Coman Mitogo     | Guipúzcoa | 30 |  |  |
|               |                |             |                  |           |    |  |  |
| Rachel        | Islas Canarias |             | Daniel Folla     | Palencia  | 30 |  |  |
| Rachel        | Islas Canarias | Paco Muriel | Málaga           |           |    |  |  |
|               |                |             |                  |           |    |  |  |
| Nuria         |                |             | Kike             | Madrid    |    |  |  |
| Yolanda       |                |             | Kike             | Madrid    |    |  |  |
|               |                |             |                  |           |    |  |  |
| Sandra        | Bilbao         | 25          | Raúl Raspao      | Cádiz     | 27 |  |  |
| Rosa          | Málaga         | 29          | Miguel Caseres   | Córdoba   | 25 |  |  |
|               |                |             |                  |           |    |  |  |
| Ana Raisa     | Madrid         |             | Ricardo          |           |    |  |  |
| Ana Raisa     | Madrid         | Marcos      |                  |           |    |  |  |
|               |                |             |                  |           |    |  |  |

| Color | Explicación         |
| ----- | ------------------- |
|       | Encontró el amor    |
|       | No encontró el amor |

## Segunda Temporada (2015)
| Chari        | Sevilla      | 30     | Martín           | Madrid       | 35 |  |  |
| Chari        | Sevilla      | 30     | Iñaki Ganorabako | Bilbao       | 37 |  |  |
|              |              |        |                  |              |    |  |  |
| Estela       | Barcelona    | 23     | Bernardo         | Murcia       |    |  |  |
| UU.}} Viola  | UU.}} Kansas |        | Mariano          | Madrid       | 31 |  |  |
|              |              |        |                  |              |    |  |  |
| María        | Reus         |        | José Carlos      | Almendralejo | 22 |  |  |
| María        | Reus         | Andoni | Madrid           | 25           |    |  |  |
|              |              |        |                  |              |    |  |  |
| Deborah      | Extremadura  |        | Abraham          | Cádiz        |    |  |  |
| Deborah      | Extremadura  | Yan    | Logroño          |              |    |  |  |
| Deborah      | Extremadura  | Simbo  | Valencia         | 19           |    |  |  |
|              |              |        |                  |              |    |  |  |
| Ana          | Barcelona    | 23     | Gabriel          | Barcelona    | 31 |  |  |
| Raquel       | Granada      | 25     | Gabriel          | Barcelona    | 31 |  |  |
|              |              |        |                  |              |    |  |  |
| Ana Cristina | Madrid       | 36     | Guillermo        | Gandía       |    |  |  |
| Ana Cristina | Madrid       | 36     | Hristo           | Almería      | 26 |  |  |
|              |              |        |                  |              |    |  |  |
| Johana       | Madrid       | 28     | Ricardo          | Madrid       | 32 |  |  |
| Johana       | Madrid       | 28     | Maulyo Viegas    | Madrid       | 29 |  |  |

| Color | Explicación         |
| ----- | ------------------- |
|       | Encontró el amor    |
|       | No encontró el amor |

## Episodios y audiencias
| Temporada | Temporada | Episodios | Estreno                  | Final                   | Audiencia media | Audiencia media | Audiencia media |
| Temporada | Temporada | Episodios | Estreno                  | Final                   | Espectadores    | Cuota           |                 |
| --------- | --------- | --------- | ------------------------ | ----------------------- | --------------- | --------------- | --------------- |
|           | 1         | 10        | 21 de octubre de 2014    | 23 de diciembre de 2014 | 2 543 000       | 13,8%           |                 |
|           | 2         | 12        | 16 de septiembre de 2015 | 9 de diciembre de 2015  | 1 343 000       | 7,7%            |                 |

### Primera temporada (2014)
| Programa | Título                          | Día de emisión          | Audiencia          |
| -------- | ------------------------------- | ----------------------- | ------------------ |
| 1        | Sonia, Alejandro, Estela y Luis | 21 de octubre de 2014   | 2 816 000 (14,8 %) |
| 2        | Iván, Miriam y Álex             | 28 de octubre de 2014   | 2 558 000 (13,8 %) |
| 3        | Maite, Carlos y Verónica        | 4 de noviembre de 2014  | 2 406 000 (12,6 %) |
| 4        | Alejandro, Montse y Sonia       | 11 de noviembre de 2014 | 2 726 000 (14,0 %) |
| 5        | Iván, Sara y Daniela            | 18 de noviembre de 2014 | 2 136 000 (10,8 %) |
| 6        | Coman, Esther y Ana             | 25 de noviembre de 2014 | 2 631 000 (13,8 %) |
| 7        | Daniel, Rachel y Paco           | 2 de diciembre de 2014  | 2 388 000 (15,4 %) |
| 8        | Kike, Nuria y Yolanda           | 9 de diciembre de 2014  | 2 408 000 (12,6 %) |
| 9        | Raúl, Sandra, Rosa y Miguel     | 16 de diciembre de 2014 | 2 510 000 (12,8 %) |
| 10       | Ana Raisa, Ricardo y Marcos     | 23 de diciembre de 2014 | 1 921 000 (10,4 %) |
| 11       | Lo mejor del paraíso            | 30 de diciembre de 2014 | 998 000 (6,0 %)    |

### Segunda temporada (2015)
| Programa | Título                            | Día de emisión           | Audiencia        |
| -------- | --------------------------------- | ------------------------ | ---------------- |
| 1        | Chari, Martín e Iñaki             | 16 de septiembre de 2015 | 1 465 000 (8,4%) |
| 2        | Estela, Mariano, Bernardo y Viola | 23 de septiembre de 2015 | 1 445 000 (8,6%) |
| 3        | Jose Carlos, María y Andoni       | 30 de septiembre de 2015 | 1 510 000 (8,9%) |
| 4        | Abraham, Yan, Simbo y Déborah     | 7 de octubre de 2015     | 1 361 000 (8,1%) |
| 5        | Ana, Gabriel y Raquel             | 14 de octubre de 2015    | 1 498 000 (8,8%) |
| 6        | Ana Cristina, Guillermo e Hristo  | 21 de octubre de 2015    | 1 358 000 (8,2%) |
| 7        | Johana, Maulyo y Ricardo          | 28 de octubre de 2015    | 1 135 000 (6,8%) |
| 8        | Begoña, Lenni, Miguel y Miriam    | 4 de noviembre de 2015   | 1 249 000 (6,9%) |
| 9        | Gabriel, Mireia y Esther          | 18 de noviembre de 2015  | 964 000 (5,3%)   |
| 10       | Hugo, Irune, Merche y Pablo       | 25 de noviembre de 2015  | 1 281 000 (7,3%) |
| 11       | Raquel, David y Ramón             | 2 de diciembre de 2015   | 1 160 000 (6,2%) |
| 12       | Pedro, Mary y Sandra              | 9 de diciembre de 2015   | 1 685 000 (9,2%) |

## Mundo televisivo
- Coman Mitogo participó en la tercera edición de "Gran Hermano VIP 3" en Telecinco, quedando como tercer finalista. Meses más tarde participó en un nuevo reality de aventuras "Safari Wazungu" en la ETB2 junto a otros personajes conocidos
- Miriam Díaz entró como concursante en el reality "Pasaporte a la isla" de Telecinco,  por un puesto para Supervivientes siendo la segunda concursante expulsada por la audiencia y por lo tanto no obteniendo el pasaporte.

## Audiencia media de todas las ediciones
| Edición                           | Fechas de emisión                                 | Cadena | Espectadores | Cuota  |
| --------------------------------- | ------------------------------------------------- | ------ | ------------ | ------ |
| [ 1 ] Adán y Eva: Primera Edición | 21 de octubre de 2014 — 23 de diciembre de 2014   | Cuatro | 2 443 000    | 12,8 % |
| [ 1 ] Adán y Eva: Segunda Edición | 16 de septiembre de 2015 — 9 de diciembre de 2015 | Cuatro | 1 343 000    | 7,7%   |